# Дубровка (Житомирская область)
Ду́бровка (укр. Дубрівка) — село на Украине, основано в 1585 году, находится в Барановском районе Житомирской области. Административный центр Дубровского сельского совета.
С 1967 по 1984 гг. называлось Дибро́вка.
Код КОАТУУ — 1820681801. Население по переписи 2001 года составляет 2437 человек. Почтовый индекс — 12736. Телефонный код — 4144. Занимает площадь ок. 9 км².

## Адрес местного совета
12736, Житомирская обл., Барановский р-н, с. Дубровка, ул. Адмирала Левченка, 132.